# Unterapfeldorf
Unterapfeldorf ist ein Gemeindeteil von Apfeldorf im oberbayerischen Landkreis Landsberg am Lech. Das Pfarrdorf ist baulich mit Oberapfeldorf zusammengewachsen.

## Baudenkmäler
Siehe auch: Liste der Baudenkmäler in Unterapfeldorf
- Katholische Pfarrkirche Heilig Geist, im Kern spätgotisch
- Pfarrhaus, erbaut 1747 bis 1749
- Haldenkapelle

## Bodendenkmäler
Siehe: Liste der Bodendenkmäler in Apfeldorf